# Phrixolepia
Phrixolepia är ett släkte av fjärilar. Phrixolepia ingår i familjen snigelspinnare.
Kladogram enligt Catalogue of Life:
| Phrixolepia | \| \| Phrixolepia castaneus \| \| \| \| \| \| Phrixolepia sericea \| \| \| \| |
|             | \| \| Phrixolepia castaneus \| \| \| \| \| \| Phrixolepia sericea \| \| \| \| |
|             | Phrixolepia castaneus                                                         |
|             |                                                                               |
|             | Phrixolepia sericea                                                           |
|             |                                                                               |